# Luxurious
"Luxurious" é o quinto single da cantora Gwen Stefani em seu primeiro álbum solo, Love. Angel. Music. Baby.. Possui a participação do rapper Slim Thug. Luxurious não fez tanto sucesso como os singles anteriores de Gwen Stefani.

## Composição
Stefani teve um colapso emocional das dificuldades de colaborar com muitos outros artistas e compositores, então Tony Kanal a convidou para ir a sua casa. Kanal estava trabalhando em uma faixa que mais tarde seria "Crash", o sexto single do álbum. Entretanto os dois eram incapazes de escrever qualquer coisa depois disso, porque eles tinham ideias diferentes de como deveria soar a música. Depois que Stefani e Kanal terminaram de escrever "Luxurious", eles visitaram o produtor Nelle Hooper, que sugeriu amostras de "Between The Sheets" dos The Isley Brothers. Stefani estava relutante em usar a amostra , porque isso significaria perder alguns direitos de publicação para a música. No entanto ela resolveu usá-lo porque "it sounded so amazing and meant to be" ,"soou tão surpreendente e pretende ser".

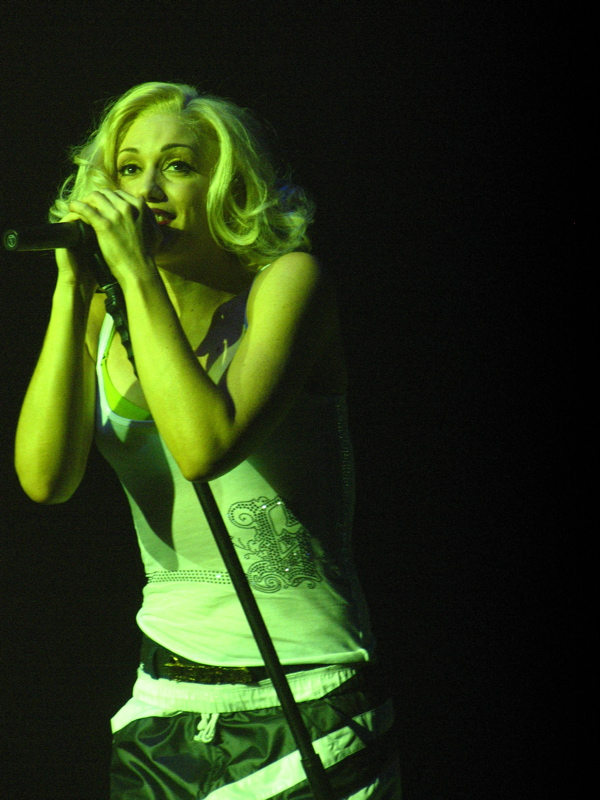
Stefani em performance de "Luxurious" em Novembro de 2005.

## Recepção da Critica
A canção recebeu críticas mistas dos críticos de música. A canção recebeu críticas mistas dos críticos de música. Bill Lamb do About.com comentou que "Se Madonna está desejando passar seu título "Material Girl ", Gwen Stefani está feliz em usá-lo com orgulho" mas notou que "as coisas estão vestindo um fino pouco, e essa música não tem o impacto impressionante de 'Rich Girl' ou 'Hollaback Girl'".Sam Shepherd de musicOMH concordou, dizendo que ""Luxurious" é de nenhuma maneira uma música ruim, mas é bastante comum quando comparada com as músicas que o precederam".Jason PopMatters 'Damas encontrou a faixa desinteressante e disse que a aparência é Rossdale "soa como uma blinged-out de Saint Etienne".Alex Lai Contactmusic.com da chamou Stefani performance "tão sedutor como nunca, ea produção extremamente polido, mas falta a infecciosidade de seus outros lançamentos",ele encontrou remix com Slim Thug desnecessário e chamou o lançamento do single "um exercício de circulação de dinheiro". Heaps Laura de MyVillage concordou, afirmando que o single "só não se destaca", e que Stefani "não faz hip hop, assim como ela faz pop peculiar".Sal Cinquemani da revista Slant chamou a letra "surpreendentemente afiada".

## Performance nas Paradas

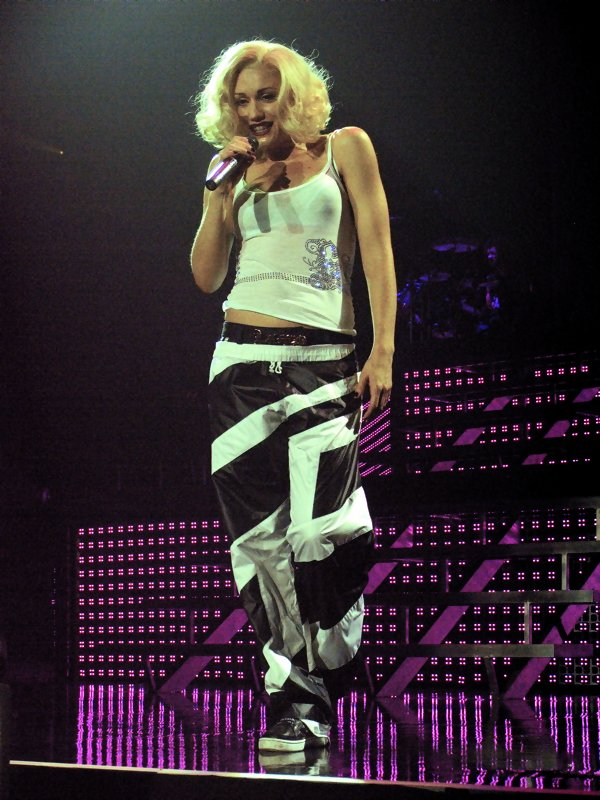
GwenStefani em performance com a música "Luxurious" na Harajuku Lovers Live

"Luxurious" teve um sucesso medíocre na América do Norte, nos Estados Unidos, o single estreou na Billboard Hot 100 no número 85 em 5 de Novembro de 2005."Luxurious" não conseguiu alcançar o top 20, chegando ao número 21 semanas depois,e permaneceu no gráfico por 20 semanas.Apresentou um desempenho melhor nas paradas pop,alcançando o número 10 no Top 40 Mainstream,número13 na Pop 100, e número 37 na Adult Top 40.A track também teve algum sucesso crossover, gráficos, no número nove no Top 40 e Rítmica, número 33 no Hot R&B/Hip-Hop Songs.No Canadá, o single foi lançado nas rádios em 25 de Outubro de 2005.Alcançou o número 21 no Airplay Chart Canadian BDS, e permaneceu no topo 100 por 12 semanas.A canção foi lançada em 05 de dezembro de 2005 na Europa e Austrália. Recebeu muito pouca promoção no Reino Unido e manteve a tendência de singles Stefani inferior gráficos uma vez que "Hollaback Girl", estreou no número 44 e caiu fora do UK Singles Chart depois de apenas mais uma semana.A canção teve a mesma forma em toda a Europa, onde alcançou o top quarenta da Irlanda, Itália, Holanda e Suíça, mas em geral não alcançou os trinta melhores.Stefani teve quatro singles anteriores tinham sido bem sucedidos na Austrália,onde todos atingiram o top 10,no entanto,"Luxurious" não alcançou o top vinte e atingiu um pico de número 25.Na Nova Zelândia, "Luxurious" foi um sucesso moderado, onde alcançou o número dezessete, mas permaneceu no chart por apenas 10 semanas.

## Videoclipe
O vídeo da música "Luxurious" foi dirigido por Sophie Muller. No vídeo, Stefani desempenha uma chola na escola.Então Stefani, acompanhado por por suas garotas de Harajuku, recebe uma manicure em um salão de beleza e styling o seu cabelo e aplicando cosméticos na frente de um espelho. Ela mostra jóias de ouro com seu nome entalhado nelas.Durante o seu rap, Slim Thug aparece em sequências com um ou dois Harajuku Girls de Stefani. Termina com Stefani juntando seus amigos em uma festa de bloco, onde eles comemoram com um churrasco e breakdancing.O vídeo é intercalado com sequências de Stefani quebrando piñatas abertas e deitada em um chão coberto de doces. Stefani teve geralmente desenvolvido conceitos do vídeo da música enquanto escrevia a canção, mas uma vez que ela não esperava "Luxurious" tornar-se um single, ela não tinha dado muita atenção a um vídeo musical para a canção.A imagem que ela tinha por sua personalidade era uma garota colegial chamada Mercedes, que ela descreveu como "muito inspiradora":
She's this total like chola girl, white face, and she used to sit in class and put on tons of makeup. And I used to just watch her, mesmerized. And she would just wear this dark liner and this red lipstick and she had this safety pin and she'd be picking her eyelashes apart. She hadn't taken that mascara off for months.
—Gwen Stefani, MTV News
Stefani chamou Muller, que dirigiu vários vídeos de Stefani e No Doubt, para dirigir o vídeo da música. Muller não entende a visão de Stefani para o vídeo, assim Stefani se envolveu em desenvolvimento de ideias para o vídeo.O vídeo teve um sucesso medíocre em programas de vídeo de música. No total da MTV Request Live, o vídeo estreou em 25 de outubro de 2005, no número dez.Chegou a ser número sete e deixou a contagem regressiva depois de apenas cinco dias.Após a sua estréia em 21 de outubro no MuchMusic's Countdown ela chegou ao número onze, nove semanas mais tarde,permaneceu no gráfico por treze semanas.O vídeo foi apresentado em um episódio de MuchMusic's Video on Trial,onde os avaliadores encontraram uma tentativa superficial para o mercado de várias raças.

## Formato e Faixas
CD Single
1. "Luxurious" ( Versão do álbum)- 4:24
2. "Luxurious" (Remix featuring Slim Thug)- 4:04
3. "Cool" (Richard X remix) – 6:37
4. "Luxurious" (videoclipe) – 4:06

CD single Europeu e Canadense
1. "Luxurious" (Versão do Albúm) – 4:24
2. "Luxurious" (Remix com Slim Thug) – 4:04

12" Vinyl Single
A1. "Luxurious" (album version) – 4:24
A2. "Luxurious" (remix featuring Slim Thug) – 4:04
B1. "Luxurious" (instrumental) – 4:24
B2. "Luxurious" (acappella)- 3:41
Algumas copias Vinil acidentalmente possui duas faixas do remix com Slim Thug no lado A.

## Desempenho nas paradas
| Top (2005)                     | Melhor posição |
| ------------------------------ | -------------- |
| Reino Unido - UK Singles Chart | 44             |
| United World Chart             | 27             |
| EUA - Billboard Hot 100        | 21             |
| EUA - Billboard Pop 100        | 13             |

| Top (2006)                         | Melhor posição |
| ---------------------------------- | -------------- |
| Austrália - Parada de Singles ARIA | 25             |
| Áustria                            | 66             |
| Canadá                             | 10             |
| Holanda                            | 31             |
| Finlândia                          | 2              |
| Alemanha                           | 65             |
| Irlanda                            | 34             |
| Itália                             | 31             |
| Suíça                              | 31             |